# Revenge (album Jelonka)
Revenge – drugi album studyjny polskiego skrzypka Michała Jelonka. Wydawnictwo ukazało się 7 listopada 2011 roku nakładem wytwórni muzycznej Mystic Production. Nagrania zostały zarejestrowane w Studio Izabelin C Sonus we współpracy z producentem muzycznym Andrzejem Karpiem. Gościnnie w nagraniach wziął udział m.in. Dariusz "Daray" Brzozowski, perkusista znany z występów w grupach Dimmu Borgir i Hunter. Okładkę i oprawę graficzną wydawnictwa przygotował Michał "Xaay" Loranc znany m.in. ze współpracy z grupami Nile i Behemoth. Wydawnictwo dotarło do 23. miejsca listy OLiS.

## Lista utworów
Opracowano na podstawie materiału źródłowego.
1. "Violmachine" (muz. Michał Jelonek) - 3:15
2. "Cockroaches Empire" (muz. Michał Jelonek) - 3:02
3. "Owl's Pathetic Song" (muz. Michał Jelonek) - 4:35
4. "Wolfred" (muz. Michał Jelonek) - 3:47
5. "Mad Toad" (muz. Michał Jelonek) - 3:14
6. "Magic Night In The Slaughterhouse" (muz. Michał Jelonek) - 3:23
7. "Romantic Revenge" (muz. Michał Jelonek) - 4:23
8. "Sabre Dance" (muz. Aram Chaczaturian) - 2:22
9. "Old Sorrow" (muz. Michał Jelonek) - 4:00
10. "SchizoFerret" (muz. Michał Jelonek) - 3:13
11. "Harmattan" (muz. Michał Jelonek) - 3:13
12. "Cemetery Woodpeacker - Promised Kadish" (muz. Michał Jelonek) - 2:47
13. "Lord Mantis Dilemma" (muz. Michał Jelonek) - 2:50
14. "Quiet Passing" (muz. Michał Jelonek) - 4:06

## Twórcy
Opracowano na podstawie materiału źródłowego.

- Michał "Jelonek/Sir M. Youngdeer" Jelonek - skrzypce, altówka, inżynieria dźwięku, produkcja muzyczna
- Mariusz "Maniek" Andraszek - gitara basowa
- Łukasz "Samba" Dmochewicz - perkusja, instrumenty perkusyjne
- Dariusz "Daray" Brzozowski - perkusja, instrumenty perkusyjne
- Robert Fijałkowski - gitara barytonowa
- Andrzej "Andy Goldfish" Karp - gitara basowa, miksowanie, inżynieria dźwięku, produkcja muzyczna
- Wojtek Gumiński - kontrabas
- Marian Lech - inżynieria dźwięku
- Michał "Masztal" Rypień - inżynieria dźwięku
- Paweł Lipski - inżynieria dźwięku
- Michał "Xaay" Loranc - okładka, oprawa graficzna